# د آل‌امریکن ریجکتز
د آل‌امریکن ریجکتز (انگلیسی: The All-American Rejects) نام گروه موسیقی راک آمریکایی است که در استیلواتر، اکلاهما در سال ۱۹۹۷ تشکیل شد. اعضای این گروه، گیتاریست نیک ویلر، خواننده تایسون ریتر، ریتم گیتاریست مایک کنرتی و درامر کریس گیلونر هستند. اولین آلبوم آنان د آل‌امریکن ریجکتز نام داشت و در آمریکا به گواهی پلاتین رسید.
ترانه‌های راز کوچک کثیف، ادامه بده، امشب تمام می‌شود همگی به زیر پانزده در چارت آمریکا رسیدند و موفقترین ترانه آنان گیوز یو هل (به انگلیسی: Gives you hell) در چارت آمریکا به رتبه چهار رسید.